# 神永勉
神永 勉（かみなが つとむ、1964年2月16日 - ） は日本の投資家。元ネスレ日本役員。キットカット黒、抹茶の開発最高責任者。

## 経歴
- 1964年 - 東京都新宿区生まれ
- 1976年 - 新宿区立落合第五小学校卒業
- 1979年 - 早稲田中学校卒業
- 1982年 - 早稲田高等学校卒業
- 1986年 - 早稲田大学商学部卒業
- 1986年 - ネスレ日本 入社
- 1993年から1994年にかけて、ネスレUSA（ロサンゼルス）勤務。
- 2000年 - 缶ペットお茶飲料担当
- 2002年 - 缶、小型ペットボトルコーヒー担当
- 2010年から2013年にかけてコンフェクショナリーを担当。常務執行役員。 [1]
  -  KITKAT 大人の甘さシリーズ (黒、抹茶、ストロベリー) を発売

- 2013年 - ネスレプロフェッショナル (業務用)カンパニープレジデント就任
- 2018年1月 - カミーズ・ポップ(株) を京都に設立[3]
- 2019年11月 - 同社を一旦廃業
- 2020年5月 - 物語コーポレーション入社
- 2020年8月 - 物語コーポレーションに戦力外通告される。
- 2022年3月 - FX専業トレーダーに転身